# Lucka
Lucka là một thị xã trong bang Thuringia. Đô thị này thuộc huyện Altenburger Land của Đức.

## Đô thị kết nghĩa
- Unterschleißheim, Bavaria
- Weselberg, Rhineland-Palatinate

Lucka được chia thành 3 khu vực: thị xã, Breitenhain và Prößdorf.

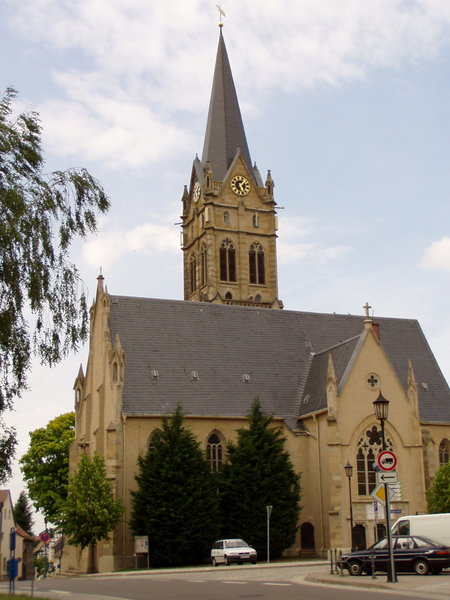
Giáo đường Lucka